# Шульц, Мартин
Ма́ртин Шульц (нем. Martin Schulz; род. 20 декабря 1955, Эшвайлер) — немецкий политический и государственный деятель, член Социал-демократической партии Германии, в 1994—1995 годах являлся членом Партии европейских социалистов, депутат Европарламента с 1994 года. Председатель Европарламента с 17 января 2012 года по 17 января 2017 года. С 18 июня по 1 июля 2014 года Мартин Шульц — лидер фракции социалистов и демократов в Европейском парламенте, в связи с чем оставил должность президента ЕП. 1 июля 2014 года снова избран председателем Европейского парламента. Помимо немецкого, Мартин Шульц владеет ещё пятью языками: английским, французским, итальянским, испанским и голландским.

## Биография
В 1974 году Шульц вступил в молодёжную социал-демократическую организацию Jusos.
В 1977—1982 годах работал в нескольких издательствах и книжных магазинах. В 1982—1994 годах был владельцем книжного магазина.
В 1984 году Мартин Шульц стал советником города Вюрзелена в земле Северный Рейн-Вестфалия. В 1987—1998 годах в том же городе занимал должность мэра.
В 1995 году стал членом исполнительного органа Социал-демократической партии Германии в районе Среднего Рейна, в следующем году был избран председателем партии в Аахене. В 1999 году стал членом федерального правления партии.
В 1994 году он был избран в Европейский парламент. В последующих выборах (в 1999, 2004 и 2009 годах) был переизбран. В качестве координатора работал в подкомиссии по правам человека в Партии европейских социалистов в 1994—1996 годах. Затем в 1996—2000 годах выполнял те же функции в Комитете по гражданским свободам, юстиции и внутренним делам. В 2000—2004 годах он был председателем группы немецких социал-демократов в Европейском парламенте. С 2002 года стал первым заместителем председателя парламентской группы социалистов, в 2004 году стал её председателем. С 2009 года стал председателем Партии европейских социалистов, а затем и группы социал-демократов. 17 января 2012 года Мартин Шульц сменил Ежи Бузека на посту председателя Европейского парламента. 18 июня 2014 года Мартин Шульц избран лидером фракции социалистов и демократов в Европейском парламенте, в связи с чем оставил должность президента Европарламента. 1 июля 2014 года снова избран председателем Европейского парламента.
17 января 2017 г. покинул пост Председателя Европейского парламента и заявил, что будет бороться за пост Федерального канцлера на выборах осенью 2017 г. 19 марта 2017 г. на съезде СДПГ, был избран председателем партии и выдвинут, как единый кандидат от СДПГ, на пост Федерального канцлера на выборах осенью.
13 февраля 2018 г. Мартин Шульц объявил, что покидает пост главы СДПГ. Шульц предложил назначить главой СДПГ лидера фракции социал-демократов в бундестаге Андреа Налес. Президиум партии провел встречу, в ходе которой было решено назначить Налес временно исполняющей обязанности председателя Социал-демократической партии Германии. Ранее Мартин Шульц отказался от поста главы МИД ФРГ.

## Личная жизнь
Женат, имеет сына и дочь. 
Увлекается чтением книг Эрика Хобсбаума и «Леопард» Джузеппе Томази ди Лампедузы.